# Supercopa alemanya de futbol 2011
La Supercopa alemanya de futbol de 2011 (2011 DFL-Supercup en alemany) va ser la segona supercopa alemanya sota aquest nom, el torneig anual que enfronta als campions de la Bundesliga i de la DFB-Pokal de la temporada anterior. En aquesta edició, els equips enfrontats van ser el Borussia Dortmund, campió de la Bundesliga 2010-11, i el FC Schalke 04, campió de la Copa 2010-11. El partit es va disputar a Gelsenkirchen.
El Schalke 04 va convertir-se en campió de la Supercopa alemanya per primera vegada en la seva història després de derrotar el Borussia a la tanda de penals (4-3). El partit va acabar en empat a 0 al finalitzar els 90 minuts, no disputant-se en aquesta competició cap pròrroga.

## Detalls del partit
| Borussia Dortmund                                   | 0 – 0  | FC Schalke 04                   |
| --------------------------------------------------- | ------ | ------------------------------- |
|                                                     | Report |                                 |
| Tanda de penals                                     |        |                                 |
| Gündoğan · Hummels · Großkreutz · Leitner · Perišić | 3 – 4  | Holtby · Edu · Höwedes · Jurado |

| Dortmund | Schalke 04 |

| BORUSSIA DORTMUND: |    |                    |     |     |
|                    |    |                    |     |     |
| GK                 | 1  | Roman Weidenfeller |     |     |
| RB                 | 26 | Łukasz Piszczek    |     |     |
| CB                 | 27 | Felipe Santana     |     |     |
| CB                 | 15 | Mats Hummels       |     |     |
| LB                 | 24 | Chris Löwe         |     | 77' |
| DM                 | 5  | Sebastian Kehl (c) |     | 75' |
| DM                 | 21 | İlkay Gündoğan     |     |     |
| RW                 | 11 | Mario Götze        |     | 75' |
| LW                 | 19 | Kevin Großkreutz   | 66' |     |
| AM                 | 23 | Shinji Kagawa      |     |     |
| CF                 | 9  | Robert Lewandowski |     |     |
| Substitutions:     |    |                    |     |     |
| GK                 | 20 | Mitchell Langerak  |     |     |
| DF                 | 28 | Marc Hornschuh     |     |     |
| MF                 | 14 | Ivan Perišić       |     | 75' |
| MF                 | 22 | Sven Bender        |     | 75' |
| MF                 | 7  | Moritz Leitner     |     | 77' |
| FW                 | 13 | Damien Le Tallec   |     |     |
| FW                 | 10 | Mohamed Zidan      |     |     |
| Manager:           |    |                    |     |     |
| Jürgen Klopp       |    |                    |     |     |

| FC SCHALKE 04: |    |                       |     |     |
|                |    |                       |     |     |
| GK             | 1  | Ralf Fährmann         |     |     |
| RB             | 12 | Marco Höger           |     |     |
| CB             | 4  | Benedikt Höwedes (c)  |     |     |
| CB             | 14 | Kyriakos Papadopoulos |     |     |
| LB             | 23 | Christian Fuchs       |     |     |
| DM             | 32 | Joël Matip            |     |     |
| DM             | 10 | Lewis Holtby          |     |     |
| RW             | 11 | Alexander Baumjohann  | 85' | 89' |
| LW             | 31 | Julian Draxler        |     | 46' |
| SS             | 7  | Raúl                  |     |     |
| CF             | 25 | Klaas-Jan Huntelaar   |     | 69' |
| Substitutions: |    |                       |     |     |
| GK             | 36 | Lars Unnerstall       |     |     |
| DF             | 22 | Atsuto Uchida         |     |     |
| MF             | 40 | Anthony Annan         |     |     |
| MF             | 18 | José Manuel Jurado    |     | 46' |
| MF             | 24 | Peer Kluge            |     |     |
| MF             | 16 | Jan Morávek           |     | 69' |
| FW             | 9  | Edu                   |     | 89' |
| Manager:       |    |                       |     |     |
| Ralf Rangnick  |    |                       |     |     |

|  |